# 京菓子
京菓子（きょうがし）は、近世に京都で成立した京都風の菓子。江戸で成立した江戸風の菓子「上菓子」に対する語である。ただし、京菓子のことを京都では上菓子とよぶ。なお、京都で作られる菓子のすべてが京菓子（上菓子）というわけではない。上菓子は献上菓子の意で、禁裡御用の菓子であり、上菓子（京菓子）は駄菓子とは明確に分かれている。京菓子は「有職故実にもとづく儀式典礼に用いる菓子、または茶道に用いる菓子」と定義されることもある。

## 概要
日本では遣唐使により唐果物（からくだもの）と呼ばれる菓子が唐からもたらされ、12世紀には羹や饅頭など点心がもたらされた。さらに安土桃山時代には、カステラや金平糖などの南蛮菓子が伝来した。この頃、文化の中心地であった京都では茶道が盛んになり、そこで供される点心が京都を代表する菓子となった。有名な菓子に千利休の茶会に出された麩の焼きがある。既にあった饅頭に加えて、1589年には京都で練り羊羹が発明された。さらに京都では数種類の餅菓子、半生菓子、干菓子の打物が次々と作られるようになった。茶道の普及に伴い、京都独自の発展をした。
「京菓子」の名は、江戸中期の幕府による砂糖の輸入制限で砂糖の配分を受けることができる上菓子屋の株仲間が248軒に制限され、許された店のみが「京菓子司」と名乗ることが認められたことで形成された（京都でいう「上菓子」とは献上菓子をいう）。

## 茶席での京菓子
茶席菓子には濃茶に出される主菓子と薄茶に出される干菓子があり、主菓子は抽象的、干菓子は具象的なデザインが特徴になっている。
京菓子は
- 目で色や形を楽しむ
- 舌で感触と味を楽しむ
- 鼻でその香りを楽しむ
- 耳で菓子の銘（名前）を聞く

という五感（視覚、聴覚、味覚、嗅覚、触覚）で味わうものとされる。

## 代表的な京菓子
- 八ツ橋
- ちまき
- 味噌松風
- きんとん
- 薯蕷饅頭（じょうよまんじゅう）：生地に薯蕷（ナガイモ）を用いた蒸し菓子で、上用饅頭とも言う。京都の小売店で売られている薯蕷饅頭は粒餡や白餡もあるが一般的にはこし餡が多い。また、祝い事で使われる紅白饅頭では饅頭の下に敷かれるシートが銀紙ではなくあえて紙のように薄い木の板（片木：へぎ）を使う場合もある。
- 葛菓子（くずがし）
- 求肥（ぎゅうひ）
- 懐中汁粉（かいちゅうしるこ）／懐中善哉（かいちゅうぜんざい）：最中の皮で餡などを包んだもので、湯で溶かして食べる。
- 州浜（すはま）：大豆の粉（州浜粉）と水飴を原料とした練り菓子。
- 打物（うちもの）：干菓子。落雁など。
- こなし：漉し餡と薯蕷粉を蒸し、砂糖や蜜を加えてたもの。
- 棹物（さおもの）：羊羹など切り分けて供されるもの。